# Прапор Раквере
Пра́пор Ра́квере (ест. Rakvere lipp) — офіційний символ міста Раквере, адміністративного центру мааконду Ляяне-Вірумаа. Затверджений 29 квітня 1994 року.

## Опис
Прапор являє собою прямокутне полотнище зі співвідношенням ширини до довжини як 7:11, що складається з трьох горизонтальних смуг — синьої верхньої, жовтої і синьої нижньої, у співвідношенні 3:1:3. Нормальний розмір прапора 105x165 см.

## Цікаво знати
Прапор Раквере схожий з прапором Швеції. 12 січня 2007 року в день св'яткування річниці визволення міста у війні за незалежність Естонії, на Ракверській фортеці пів дня замість прапора Раквере помилково висів прапор Швеції.